# Стагнација и реформа Османског царства
Историја Османског царства у 18. веку класично је описана као стагнација и реформа.
Аналогно са француским режимом у 18. веку, позната је и као стари режим, у супротности са "новим режимом" Низам-и Џедида и Танзимата у 19. веку.
Период је окарактерисан као децентрализација у османском политичком систему. Политичке и економске реформе усвојене током претходног рата са Светом лигом (1683—1699), нарочито продаја пољопривредних газдинстава (отур. malikāne) која је уведена 1695. године, омогућиле су провинцијским личностима да постигну невиђени степен утицаја у османској политици. Ова децентрализација је некада навела историчаре да вјерују да је Османско царство у овом периоду било у опадању, била део веће а сада одбачене Тезе о османском паду, и сада се признаје да су Османлије у овом периоду успешно повезале политичке и финансијске новонастале провинцијске елите у централној влади. Исто тако, царство је доживело значајан економски раст током већег дела осамнаестог века и до, пораза у рату са Русијом 1768-1774, такође могло да прати своје противнике у војној снази. Због тога, историја царства у овом периоду се сада генерално посматра у неутралнијем смислу, избегавајући концепте као што су 'пад' и 'стагнација'. Стари режим је окончан не једним драматичним догађајем, већ поступним процесом реформи који је започео султан Селим III (владао: 1789-1807), познат као Низам-и Џедид (Нови ред). Иако је и сам Селим био срушен, његове реформе су наставили његови наследници у деветнаестом веку и потпуно трансформисали природу Османског царства.

## Маликане
Од пресудног значаја за овај период у османској историји било је успостављање маликанеа, или пореске пољопривреде. Пореска пољопривреда се користила као метода подизања прихода током седамнаестог века, али уговори су почели да се продају на бази живота током 1695. године, као део ратних фискалних реформи царства. Према маликане уговору, појединци би могли да се такмиче на аукцији за право опорезивања преко одређеног извора прихода, чији би победник пристао да сваке године преда свој обећани износ влади, као и да обезбеди паушалну суму која је једнака износу два до три пута годишње. Овај систем је османској влади обезбедио много стабилнији извор прихода и они су уживали значајне буџетске вишкове током већег дела осамнаестог века.
Међутим, утицај  маликанеа проширио се далеко изван његове првобитне економске и фискалне сврхе. То је омогућило нови стил владавине у Османском царству, који је окарактерисан као "децентрализација".  Маликане  уговори су били подељени на деонице и приватно трговани на растућем тржишту, искориштавајући предности растуће економије Османског царства у раном осамнаестом веку. Овом државном имовином се трговало међу бројним друштвеним групама, укључујући, али не ограничавајући се на војне и верске службенике, сеоска газдинства, градске угледнике и јањичаре. Ово је дало провинцијским личностима нове начине за интеракцију са Османском државом. Док је у претходним вековима строга подела између војно-административне класе  аскери  и цивилне  реаја  класе била барем теоретски наметнута, продаја  маликане  омогућила је овој другој групи да учествује у државне управе. Провинцијални угледници уживали су легитимитет који су формално стекли везујући се за Османску државу, док је Османска држава имала користи од своје ближе везе са угледницима, који су били ефикаснији у решавању питања локалне управе и опорезивања.
Институција маликане је углавном остала неометана све до 1793. године, када је Селим III почео да је укида као део свог општег реформског напора, познатог као Нови ред (отур. Niẓām-ı Cedīd). Како су уговори маликане истекли, они су пребачени у ризницу новог реда и давани су појединцима које је држава сматрала поузданим. Покушајима централизације супротставили су се провинцијалне личности које су до тада имале интерес за наставак маликане, и допринели су рушењу Селима III 1807. године. Маликане уговорима је тако настављено да се тргује до 1840-их, када су коначно укинути као део опсежног реформског напора царства, познатог као Танзимат.

## Влада

### Централна администрација
Током седамнаестог века, природа владе Османског царства се из патримонијалног система трансформисала у ону која је више подржавала бирократију него личну власт султана. Последњи напор војно активног султана да лично контролише целу владу царства је поништен у побуни из 1703. познатом као инцидент у Једрену, у којој је Мустафа II био свргнут. Главне владине канцеларије се више нису налазиле у царској палати, и имале су већу независну власт. До 1790-их централна бирократија је нарасла на око 1.500-2.000 писара, што представља значајан пораст у односу на 183 који су служили 1593. године. Високи бирократи су установили да је њихова социјална мобилност повећана, а многи од њих су успоставили успешне каријере као провинцијални гувернери, па чак и велике везире, који су у претходним вековима обично били ограничени на мушкарце војног порекла.

### Покрајинска администрација
Османска владавина у провинцијама била је заснована на одржавању лојалности локалних интересних група. Државни орган су представљали провинцијални гувернер (беглербег) и судија (кадија), који је вршио већи део свакодневне управе покрајине. Представници локалних интереса били су познати као "угледне личности" (ајани). Ајани су долазили из различитих средина, оно што их је разликовало био је њихов урођени локални статус. За разлику од османских државних званичника, они генерално нису мигрирали са положаја на положај у целом царству, већ су успоставили дубоке корене унутар малог географског подручја. Ајан је користио покровитељске мреже да би имао значајан утицај у свом локалном граду или региону, а њихова сарадња је била неопходна да би османска покрајинска администрација функционисала. Током осамнаестог века, ајани су били везани за државу преко поменуте институције "маликанеа". Куповином "маликане", ајан је био у стању да консолидује своју контролу над својим локалним подручјем утицаја, али су такође били повезани са државом у симбиотичком односу. Као што се османска влада ослањала на њих како би одржавала ред у провинцијама, тако су се и они ослањали на османску владу да им обезбеди легитимитет и сталан приступ маликанским приходима. Тако је, парадоксално, османска влада дала провинцијским личностима већи степен аутономије него икада раније, а истовремено их је више везала за централну државу у обострано корисним односима. Централна власт и провинцијски носиоци власти тако су остали међусобно зависни, а други нису тражили независност од Османског царства.
Током седамнаестог века покрајински гувернери су били постављени на неодређено време, што је изазвало значајан степен несигурности у погледу безбедности службе. До осамнаестог века, сви гувернери су именовани на једногодишњи мандат, на крају кога су били подвргнути ревизији и потенцијалном поновном именовању. Покрајинска влада у Османском царству ослањала се на континуирану сарадњу између централно именованих гувернера и локалног ајана. Ајани су одиграли кључну улогу у прикупљању пореза, посебно током рата, и састајали су се у редовним већима с покрајинским гувернерима или њиховим представницима (мутеселими). Мутеселими су често били изабрани од локалног ајана, а неке породице су добиле канцеларију наследно. Посебно моћне ајанске породице, као што је ал-Азмс из Дамаска, такође су могле да дају гувернере.
Посебно током друге половине осамнаестог века, дужности покрајинске владе вршене су у локалним саветима. Иако се разликују од региона до региона, главне личности на таквим већима укључују локалног судију (кадија), заповедника јањичара, заповедника тврђаве (диздар) и локалних вођа ајана. Састанци су одржавани или у резиденцији кадија или у канцеларији покрајинског гувернера.

## Војска
Османска војска је била у стању да парира својим европским ривалима током прве половине 18. века, и није било значајног технолошког јаза између њих. Међутим, након Београдског мира 1739. године, Османлије су остале у миру у Европи скоро тридесет година, пропустивши брзи напредак у војној технологији и организацији у вези са Седмогодишњим ратом (1756—1763), посебно у развоју високо обучених и дисциплинованих пуковских снага, иновација у тактичком распоређивању топова малог калибра, као и широко распрострањено коришћење бајонета као противтежа коњици. Продужени мир резултирао је и недостатком практичног искуства међу османским командантима, за разлику од руских генерала као што су Румјанцев и Суворов, чије су способности биле исказане током Седмогодишњег рата. Тако је, када је рат коначно избио са Русијом 1768. године, Османлије су претрпеле велике поразе, што је довело до губитка Крима и потписивања Кучуккаинарџијског мира 1774. године.

## Економија
Османска економија је доживела општу експанзију и раст током прва три квартала осамнаестог века.. Османски буџет је драматично порастао, са 1 милијарде акчи у 1699. години на 1,6 милијарди у 1748. години. За разлику од претходног века, Османлије су уживале буџетске вишкове током већине ових година.
Истанбулска комерцијална инфраструктура значајно је обновљена и проширена током осамнаестог века, побољшања која су подржавала брзо растућу међународну трговину царства. Османска привреда је посебно имала користи од извоза финог текстила, ручно израђених предива и кожних производа.

## Друштвени и културни живот
Осамнаести век било је време све веће потрошње и друштвености међу османском елитом. На обалама Босфора никло је на десетине палата богатих османских племића, који су искористили своје богатство за финансирање брзог ширења Истанбула. Фонтане су изграђене широм града, пружајући свежу воду за растуће градско становништво.
Султан Ахмед III је 1721. године наредио изградњу нове летње палате у близини Кагитанеа у Истанбулу, које ће се звати Saʾdabad "Боравиште среће" (тур. Saʾdabad). Док је палата Топкапи повећала престиж Османске династије кроз издвојеност, Саʾдабад је требало да служи као позорница за много видљивији и разметљивији султанат, сличан Версајском дворцу у Француској.
Кафићи су одиграли главну улогу у јавном животу, не само обезбеђивањем потрошачке робе за обичне људе, већ и као места на којима се људи могу састати на релативно равноправној основи како би разговарали о јавним пословима. Док је седамнаести век доживео одређени степен противљења ширењу кафића у држави, која је била забринута због њиховог друштвено субверзивног утицаја, и из ултра-конзервативног религијског покрета Кадизаделиса, током осамнаестог века више није било отпора да се потпуно забране. Култура кафића постала је уобичајена карактеристика градова и варошица Османског царства, а сада се држава ограничила на надзорне мере у покушају да контролише непослушне групе које би се могле окупити у њима. Друштвено, оне су постале више стратификоване, са различитим местима у којима су се појављивали различити друштвени редови.
За османске жене, најзначајније место за јавни друштвени живот било је купалиште (хамам). Лејди Мери Монтеги која је посетила купалиште у Једрену 1718. године, изјавила је да је купатило играло исту улогу за жене као кафићи за мушкарце. Велики број жена могао се редовно састајати, где би имале прилику да разговарају о јавним пословима. У раном осамнаестом веку, истанбулско снабдевање водом је значајно унапређено, што је омогућило да се број купатила повећава широм града. Купатила су природно подељена по полу, али су понекад била посвећена и одређеним друштвеним класама.

## Интелектуални живот
Прва штампарија на турском језику основана је у Истанбулу 1727. године од стране Ибрахима Мутеферика, Мађара који је прешао у ислам. И царски суд и верске власти препознали су вредност штампе и на тај начин одобрили њено коришћење. Мутеферикова штампа се углавном користила за ширење историјских, географских и лингвистичких радова, али је патила због ниске тржишне потражње за штампаним књигама у поређењу са престижнијим рукописима, што је на крају довело до њеног затварања 1796-1797.

## Политичка историја

### 1695–1703 Мустафа II
Иако је Мустафа II (1695–1703), последњи султан који је пратио војску у кампањама, остварио неколико мањих победа, претрпео је велике губитке у бици код Сенте од аустријског принца Еугена Савојског. До 1699. године Османску Угарску су освојили Аустријанци. Карловачки мир потписан је те године. Овим уговором, Мустафа II је препустио Угарску и Трансилванију Аустрији, Мореју Млетачкој републици и повукао османске снаге из Подоља у Пољској. Током његове владавине, Петар Велики (1682–1725) је освојио црноморску тврђаву Азов од Османлија (1697). Мустафа је збачен са власти а потом и погубљен након побуне у Једрену, којој је претходила велика кампања у Грузији.

### 1703–1730 Ахмед III
Карл XII Шведски је 1710. године убедио султана Ахмеда III да објави рат против Русије, а османске снаге под командом Балтаџи Мехмед-паше победиле су у бици код Прута. У касније потписаном споразуму, Русија је вратила Азов Османлијама, прихватила да сруши тврђаву Таганрог и друге у тој области, и да престане да се меша у послове Државне заједнице Пољске и Литваније или Козака. Незадовољство због благости ових услова било је толико снажно у Истанбулу да је скоро довело до обнове рата.
Мореја је 1715. године одузета од Млечана. То је довело до непријатељства са Аустријом, у којем је Османско царство доживело неуспех, а Београд је 1717. пао у Аустријске руке. Посредством Енглеске и Холандије закључен је Пожаревачки мир 1718. године, којим су Османлије задржале освојене територије од Млечана, али су изгубиле Банат.
Током персијског рата Османлије су непрекидно освајале територије са малим отпором персијских војски, иако су често биле ометане природом земље и жестоким духом домородачких племена. Међутим, након неколико година рат је постао мање повољан за османске амбиције. Прослављени персијски војни вођа Надир Конли Кан, стекао је своју прву славу подвизима против непријатеља шаха Тахмаспа.
Већи део Ахмедове владавине сматра се за под период познат као период лала. Период је био обележен високим укусом архитектуре, књижевности и луксуза, као и првим примерима индустријске производње. Али друштвени проблеми су достигли врхунац и након побуне Патроне Халила Ахмед је збачен са трона.

### 1730–1754 Махмуд I
Иако је Махмуд постављен на престо у грађанској побуни коју је покренуо Патрона Халил, он није прихватио Халилов анти реформски програм. У ствари, већину својих првих година владавине провео је у решавању реакционарних снага које је Халил ослободио. На крају, 24. новембра 1731. био је присиљен да погуби Халила и његове главне следбенике, након чега је побуна престала.
Још један рат избио је између Османлија и Русије у мају 1736. године. Руске снаге су заробиле Азов (1736) и Очаков (1737), али нису успеле да заузму Бендер и претрпеле су огромне губитке због болести и логистичких грешака након неуспешног напада на Крим у 1738. години. Аустрија се 1737. године придружила рату на руској страни, али је претрпела катастрофалне поразе против Османлија, посебно у бици код Гроцке. До 1739. Османлије су поново освојиле Београд, присиљавајући Аустријанце на мир. Напуштена од својих савезника, Русија је затражила мир, напустивши сва своја освајања осим Азова.
У Персијском рату османске снаге су биле сукобљене са војним генијем Надер-шахом. Османлије су успеле да задрже контролу над Багдадом, али су се Јерменија, Азербејџан и Грузија вратили под персијску сферу утицаја.

### 1754–1757 Осман III
Током Османове владавине избило је неколико великих пожара у главном граду Истанбулу.

### 1757–1774 Мустафа III
Откако је побуна Патрона Халил збацила Ахмеда III 1730. године, владом су у великој мери управљали Кизлар аге. Велики везири су служили у веома ограниченим периодима. Ово се променило када је Мустафа III дошао на престо 1757. године. Син Ахмеда III, Мустафа је покушао да оживи очеву политику блиске сарадње са великим везирима. У новембру је именовао Коџу Рагип-пашу (1757—1763), једног од најспособнијих државника века.

### 1774–1789 Абдул Хамид I
У 1774. години након катастрофалног пораза у рату са Русијом, Османлије су биле приморане да потпишу Кучуккаинарџијски мир.

## Галерија
- Мустафа II
- Ахмед III
- Махмуд I
- Осман III
- Мустафа III
- Абдул Хамид I
- Селим III

### Општа истраживања
- Finkel, Caroline (2005). Osman's Dream: The Story of the Ottoman Empire, 1300-1923. Basic Books. ISBN 978-0-465-02396-7.
- Hathaway, Jane (2008). The Arab Lands under Ottoman Rule, 1516-1800. Pearson Education Ltd. ISBN 978-0-582-41899-8.
- Quataert, Donald (2005). The Ottoman Empire, 1700–1922 (2 изд.). Cambridge: Cambridge University Press. ISBN 978-0-521-54782-6.

### Монографије и чланци
- Aksan, Virginia (2007). Ottoman Wars, 1700-1860: An Empire Besieged. Pearson Education Ltd. ISBN 978-0-582-30807-7.
- Abou-El-Haj, Rifa'at Ali (2005). Formation of the Modern State: The Ottoman Empire, Sixteenth to Eighteenth Centuries. Syracuse University Press.
- Salzmann, Ariel (1993). „An Ancien Régime Revisited: "Privatization" and Political Economy in the Eighteenth-Century Ottoman Empire”. Politics & Society. 21: 393—423.

### Сабрани есеји
- Sajdi, Dana, ур. (2014). Ottoman Tulips, Ottoman Coffee: Leisure and Lifestyle in the Eighteenth Century. London: I.B. Taurus. ISBN 978-1-78076-655-3.
- Woodhead, Christine, ур. (2011). The Ottoman World. Routledge. ISBN 978-0-415-44492-7.